# Culicoides barthi
Culicoides barthi är en tvåvingeart som beskrevs av Tavares och Alves de Souza 1978. Culicoides barthi ingår i släktet Culicoides och familjen svidknott. Inga underarter finns listade i Catalogue of Life.